# Bausubstanz
Der Begriff Bausubstanz wird im Bauwesen und in der Baudenkmalpflege als Bezeichnung für den Bestand, also die vorhandene Substanz von Bauwerken, verwandt. In der gebräuchlichen Verwendung bezeichnet der Begriff den materiellen Bestand von Gebäuden oder Gebäudeteilen, die eine Teilmenge des Oberbegriffs Bauwerk abdecken.

## Merkmale
In Analogie zum philosophischen Begriff der Substanz wird Bausubstanz folgendermaßen verstanden:
Bausubstanz ist das,
- woraus Bauwerke bestehen und woraus alle Erscheinungen des Gebauten sich ableiten,
- was möglichst dauerhaft und unabhängig von anderen Dingen besteht,
- worüber (als Subjekt) etwas (ein Prädikat) gesagt werden kann und das Eigenschaften hat,
- was einem Wandel unterliegt, z. B. durch nutzungsabhängige (Verschleiß) oder unabhängige (Naturkräfte) Einflüsse,
- was normalerweise als Objekt bezeichnet wird,
- was der raum-zeitlichen Wahrnehmung eine Einheit verschafft und eine Lokalisierung in ihr ermöglicht.

## Verwendung
Der Begriff wird oft im Kontext der baulichen Denkmalpflege verwendet, weil diese sich mit dem Gebauten und dessen Eigenschaften mit dem Ziel der Bestandserhaltung beschäftigt und daher das Gebaute als den „Urstoff“ ihrer Tätigkeit ansieht.
In der deutschen Honorarordnung für Architekten und Ingenieure (kurz HOAI) gibt es den Begriff der „vorhandene[n] Bausubstanz, die technisch oder gestalterisch mitverarbeitet wird“, und die bei der Ermittlung von Honoraren zu berücksichtigen ist.

## Zeitschriften
- seit 2010, Jahrgang 1 (erscheint sechsmal jährlich): Bausubstanz. Zeitschrift für nachhaltiges Bauen, Bauwerkserhaltung und Denkmalpflege, Fraunhofer IRB Verlag Stuttgart, ISSN 2190-4278.